# Соломон (Канзас)
Соломон (англ. Solomon) — місто (англ. city) в США, в округах Дікінсон і Салін штату Канзас. Населення — 993 особи (2020).

## Географія
Соломон розташований за координатами 38°55′17″ пн. ш. 97°22′10″ зх. д. / 38.92139° пн. ш. 97.36944° зх. д. (38.921398, -97.369347).  За даними Бюро перепису населення США в 2010 році місто мало площу 2,20 км², уся площа — суходіл.

## Демографія
Згідно з переписом 2010 року, у місті мешкало 1095 осіб у 433 домогосподарствах у складі 295 родин. Густота населення становила 497 осіб/км².  Було 465 помешкань (211/км²).
Расовий склад населення:
| - 96,1 % — білих - 0,3 % — корінних американців - 0,2 % — азіатів |

До двох чи більше рас належало 2,6 %. Частка іспаномовних становила 2,1 % від усіх жителів.
За віковим діапазоном населення розподілялося таким чином: 27,7 % — особи молодші 18 років, 58,5 % — особи у віці 18—64 років, 13,8 % — особи у віці 65 років та старші. Медіана віку мешканця становила 36,4 року. На 100 осіб жіночої статі у місті припадало 98,0 чоловіків;  на 100 жінок у віці від 18 років та старших — 98,5 чоловіків також старших 18 років.
Середній дохід на одне домашнє господарство  становив 53 744 долари США (медіана — 50 313), а середній дохід на одну сім'ю — 56 659 доларів (медіана — 51 667). Медіана доходів становила 43 188 доларів для чоловіків та 25 333 долари для жінок. За межею бідності перебувало 5,8 % осіб, у тому числі 5,6 % дітей у віці до 18 років та 7,5 % осіб у віці 65 років та старших.
Цивільне працевлаштоване населення становило 566 осіб. Основні галузі зайнятості: освіта, охорона здоров'я та соціальна допомога — 22,4 %, виробництво — 20,3 %, роздрібна торгівля — 15,4 %.